# Diocèse de Saint-Gall
Le diocèse de Saint-Gall (en latin dioecesis Sancti Galli ; en allemand : bistum Sankt Gallen) est un des six diocèses de l'Église catholique en Suisse. Érigé en 1823, il est uni au diocèse de Coire jusqu'en 1847. Jusqu'en 1866, il ne couvre que le canton de Saint-Gall. Depuis 1866, il comprend également les cantons d'Appenzell Rhodes-Extérieures et d'Appenzell Rhodes-Intérieures, qui forment une administration apostolique dont l'évêque de Saint-Gall est l'administrateur.
L'évêque actuel du diocèse de St-Gall est Beat Grögli.

## Territoire
Le diocèse de Saint-Gall est limitrophe des diocèses de Bâle et d'Augsbourg au nord, de l'archidiocèse de Vaduz et du diocèse de Feldkirch à l'est et du diocèse de Coire au sud.

## Histoire
Le diocèse a été créé en 1847 à partir d'une portion du diocèse de Coire.

## Évêques
Lors de la vacance du siège épiscopal, il faut nommer un nouvel évêque à la tête du diocèse. Dans le diocèse de Saint-Gall, le chapitre de la cathédrale établit une liste de six candidats parmi les prêtres du diocèse et la présente au Saint-Siège, qui doit approuver la liste. Cette liste est ensuite soumise au Collège catholique (le parlement des catholiques du canton de Saint-Gall), qui peut radier jusqu'à trois candidats. Sur les noms restants, le nouvel évêque est élu par le chapitre, puis confirmé par le pape avant d'être communiqué à l'élu,,.

### Évêques de Coire et de Saint-Gall (1823-1836)
- 1823 - 1833 : Charles-Rodolphe de Buol (de)
- 1834–1844 : Johann Georg Bossi (de)
- 1844–1859 : Kaspar de Carl ab Hohenbalken (de)

### Vicaires apostoliques de Saint-Gall (1836-1847)
- 1836 - 1847 : Johann Peter Mirer (de)

### Évêques de Saint-Gall (depuis 1847)
- 1847 - 1862 : Johann Peter Mirer (de)
- 1862 - 1882 : Carl Johann Greith
- 1888 - 1906 : Augustin Egger
- 1906 - 1913 : Ferdinand Rüegg (de)
- 1913 - 1930 : Robert Bürkler (de)
- 1930 - 1938 : Alois Scheiwiler (de)
- 1938 - 1957 : Josephus Meile (de)
- 1957 - 1976 : Joseph Hasler
- 1976 - 1994 : Otmar Mäder
- 1994 - 2005 : Ivo Fürer
- 2006 - 2025 : Markus Büchel
- depuis 2025 : Beat Grögli